# Ma-ubin
Ma-ubin o Maubin és una ciutat a la divisió d'Ayeyarwady, capital del districte de Maubin i del township de Maubin, a Birmània o Myanmar. El 1993 tenia 42.000 habitants la majoria birmans (bamars) i alguns karens. El 1901 la població era de 6.623 habitants. És a la riba occidental del riu Ayeyarwady (Irauadi) i disposa de barreres de protecció contra les inundacions. Va ser molt afectada pel cicló Nargis l'abril-maig del 2008. És unida a Yangon (abans Rangoon, a 65 km) pel canal Twante obert el 1932. La ciutat disposa de diverses pagodes notables: Sane Mya Kanthar Ceti (al nord de la ciutat); Paw Taw Mu Ceti, (formalment Myot Oo Paw Taw Mu Ceti, al sud de la ciutat) a la vora del riu Toe, destruïda per l'erosió el 2002 i reconstruïda el 2005 pel govern; Shwe Phone Myint Ceti, fundada el 1890; la pagoda Shwephonemyint; i la pagoda Akyawsulyanmyattonetan. La ciutat té els notables ponts de Maubin i de Khattiya. Hi ha almenys tres universitats, la de Maubin, la Tecnològica i la Computer University. Era una petita vila quan el 1874 fou designada per ser capital del districte de Thongwa que agafava el nom d'una vila veïna i es va formar el 1875. El 1903 va donar nom al districte. El 1888 es va formar la municipalitat.
Natiu de la ciutat fou Ba Maw (1893 -1977), primer ministre en cap de Birmània (1937-1939) i cap de govern i cap d'estat de la república de Birmània sota ocupació japonesa (1942-1945).